# Michał Skrodzki
Michał Stefan Skrodzki (ur. 6 października 1920 we wsi Pastorczyk, powiat Kolno, zm. 27 stycznia 1995 w Olsztynie) – agrotechnik polski, profesor Akademii Rolniczo-Technicznej w Olsztynie.

## Życiorys
Pochodził z rodziny ziemiańskiej, był synem Aleksandra i Stanisławy z Kościeleckich. W 1939 ukończył gimnazjum w Sejnach (maturę uzyskał dopiero po wojnie, w liceum w Łomży). W latach okupacji brał udział w konspiracji AK-owskiej i w tajnym nauczaniu. W 1946 rozpoczął studia na Wydziale Rolniczym Uniwersytetu i Politechniki we Wrocławiu i w 1950 uzyskał dyplom uczelni ze specjalizacją w dziedzinie chemii rolnej.
W latach 1950–1952 pracował w Stacji Chemiczno-Rolniczej we Wrocławiu, w październiku 1952 podjął pracę w Wyższej Szkole Rolniczej w Olsztynie (w 1972 przemianowanej na Akademię Rolniczo-Techniczną). Był kolejno starszym asystentem i adiunktem (od 1957), 27 listopada 1962 uzyskał stopień doktora nauk rolniczych na podstawie rozprawy Porównanie czterech systemów rolniczego zagospodarowania stoku na Pojezierzu Warmińsko-Mazurskim (promotorem był profesor Witold Niewiadomski). 29 czerwca 1973 na podstawie pracy Studia nad porównaniem plonowania przy czterech systemach rolniczego zagospodarowania stoku na Pojezierzu Mazurskim uzyskał habilitację; w 1982 został profesorem nadzwyczajnym, 19 kwietnia 1990 profesorem zwyczajnym. Uczestniczył w organizowaniu Katedry Ogólnej Uprawy Roli i Roślin, kierowanej przez Witolda Niewiadomskiego, od podstaw zorganizował pracownię chemiczną gleby i roślin. W latach 1981–1988 kierował Katedrą Ogólnej Uprawy Roślin, a w latach 1982–1984 pełnił funkcję prodziekana Wydziału Rolniczego Akademii Rolniczo-Technicznej. Od 1972 kierował również Studium Podyplomowym z Produkcji Roślinnej. Przeszedł na emeryturę wraz z końcem września 1991.
Zainteresowania naukowe profesora Skrodzkiego obejmowały systemy rolniczego zagospodarowania urzeźbionych terenów północno-wschodniej Polski, glebochronną funkcję poprzeczno-stokowej uprawy roli i płodozmianów przeciwerozyjnych na stokach, relację między jakością wód spływających po stokach a zagrożeniami środowiska. Od 1973 zajmował się przede wszystkim agrolotnictwem; zorganizował Zespół Badawczy Technologii Agrolotniczych (później Instytut Agrolotnictwa) oraz uruchomił w Olsztynie jedyną w Polsce agrolotniczą specjalność studiów. W ramach swoich badań zajmował się m.in. efektywnością wykorzystania techniki lotniczej do nawożenia mineralnego oraz siewu. Zorganizował na potrzeby naukowe i dydaktyczne lotnisko oraz poligon badawczy przy Kętrzyńskim Zjednoczeniu Rolniczo-Przemysłowym. Zainicjował serię konferencji naukowych poświęconych agrolotnictwu i współredagował periodyk „Problematyka badań agrolotniczych”. Współpracował z polskimi instytucjami lotniczymi i rolniczymi, a także ośrodkami naukowymi spoza kraju, głównie z krajów tzw. demokracji ludowej.
Wchodził w skład Komitetu Techniki Rolniczej i Komitetu Uprawy Roślin Polskiej Akademii Nauk, Rady Naukowej Instytutu Lotnictwa, zarządu olsztyńskiego oddziału Polskiego Towarzystwa Gleboznawczego. Był również biegłym sądowym w zakresie szkód w rolnictwie. Ogłosił jako autor lub współautor przeszło 100 prac, m.in. Stosowanie samolotów i śmigłowców w rolnictwie (w Węzłowe zagadnienia rolnictwa ziem północno-wschodniej Polski, 1980), Lotnictwo rolnicze (w Podstawowe problemy współczesnej techniki, 1980), Wykorzystanie samolotów do prac agrotechnicznych (w Podstawy agrotechniki, 1983). Pod jego kierunkiem dyplomy magisterskie uzyskało 180 osób, w tym 60 specjalistów agrolotnictwa; wypromował 6 doktorów, m.in. profesora Jana Brzozowskiego.
Udzielał się społecznie w Polskim Towarzystwie Turystyczno-Krajoznawczym i Towarzystwie Przyjaciół Ziemi Łomżyńskiej. Był odznaczony m.in. Krzyżem Kawalerskim Orderu Odrodzenia Polski, Srebrnym i Złotym Krzyżem Zasługi, Medalem Komisji Edukacji Narodowej, srebrną i złotą odznaką „Zasłużony dla Warmii i Mazur”. W 1954 poślubił Jadwigę z Sobocińskich, stomatologa; miał dwie córki: Marię Zofię Behlingową, lekarza pediatrę i Bognę Daukszewiczową, nauczycielkę.
Zmarł 27 stycznia 1995 w Olsztynie, pochowany został na cmentarzu w Kolnie w grobie rodzinnym.